# Districte de Nalgonda
El districte de Nalgonda o Nallagonda (telugu నల్లగొండ) és una divisió administrativa d'Andhra Pradesh a l'Índia amb capital a Nalgonda, nom que deriva del telugu nalla (negre) i konda (muntanyes). La superfície del districte és de 14.240 km² i la població de 3.238.449 habitants.

## Geografia
Les principals ciutats, a part de la capital, són Miryalaguda, Suryapet, Kodada, Kattangur, Nakrekal, Bhongir, Bhoodhan Pochampally, Aleru, Narkatpalli, Huzurnagar, Devarakonda, Yadagirigutta, Rajapet, Mothkur, Kapugallu i Kanegal.
Els rius dels districte són el Kistna, el Musi, el'Aleru, el Peddavagu, el Dindi i el Paleru; els gran projectes d'irrigació són Nagarjuna Sagar i Alimineti Madhava Reddy Project (abans Srisailam Left Bank Canal); altres projectes menors són:
1. Embassament de Musi
2. Embassament de Panagal
3. Embassament de Dindi
4. Embassament de Shaligowraram
5. Pulichintala
6. Dirshanapally Mdl Noothankal
7. Mukundapuram Mdl Nereducherla

## Divisió administrativa
El districte està dividit en 59 mandals:
| 1. Bommalaramaram 2. M Turkapalle 3. Rajapet 4. Yadavagirigutta 5. Aleru 6. Gundala 7. Thirumalagiri 8. ThungaThurthi 9. Nuthankal 10. Atmakur (S) 11. Jaji Reddi Gudem 12. Shaligowraram 13. Mothkur 14. Atmakur (M) 15. Valigonda 16. Bhongir 17. Bibinagar 18. Pochampally 19. Choutuppal 20. Ramannapeta | 21. Chityal (Nalgonda) 22. Narketpalle 23. Kattangoor 24. Nakrekal 25. Kethepally 26. Suryapet 27. Chivvemla 28. Mothey 29. Nadigudem 30. Munagala 31. Penpahad 32. Vemulapalle 33. Thipparthi 34. Nalgonda 35. Munugode 36. Narayanapuram 37. Marri Guda 38. Chandur 39. Kangal 40. Nidamanur | 41. Thripuraram 42. Miryalaguda 43. GaridePalli 44. Chilkur 45. Kodad 46. Mellachervu 47. Huzurnagar 48. Mattampalle 49. Neredu Cherla 50. Dameracherla 51. Anumula 52. Peddavura 53. Pedda Adiserlapalle 54. Gurrampode 55. Nampalli 56. Chintapally 57. Devarakonda 58. Gundla Palle 59. Chandampet |

## Llocs interessants
- Yadagirigutta
- Temple de Sri Lakxmi Narasimha Swamy a Repala
- Temple de Chhaya Somalingeswara
- Cascades Ethipothala
- Nandikonda
- Kolanupaka
- Pochampally
- Pillalamarri
- Fort Rachakonda
- Fort Bhuvanagiri
- Wadapally
- Capella de Panagallu (de vegades Panagal)
- Mattapalli o Mattampalli
- Fort Devarakonda
- Estàtua de Buda a Nagarjuna Sagar
- Enubamula
- Phanigiri

## Història
Fou part dels dominis dels rages de Warangal, i un dels seus governadors va fundar Pangal, a uns 3 km al nord-est de la moderna Nalgonda, que va convertir en la seva residència, que més tard es va traslladar a Nalgonda. El sultà bahmànida Ahmad Shah Wali, va conquerir la zona i a la dissolució de l'estat al final del segle xv i començament del segle xvi, va quedar dins les possessions del sultanat de Golconda de la dinastia kutubshàhida; temporalment fou conquerida pel raja de Warangal però un dels sultans la va reconquerir. El 1687 la zona va passar amb tot el sultanat a l'Imperi Mogol. El 1724 va quedar en poder del Nizam al-Mulk. El 1790 fou afectat per una gran fam.
Al segle següent es va crear el districte. El 1877 va patir una altra fam; la gana de 1899 a 1900 no fou tan greu però els seus efectes foren més duradors. Com a districte del principat d'Hyderabad va estar dins la divisió de Medak Gulshanabad, amb una superfície de 10.730 km² incloent els jagirs. El districte estava format per 974 pobles i ciutats destacant les de Nalgonda i Bhongir. La població era:
- 1881: 494.190
- 1891: 624.617
- 1901: 699.799

Els hindús eren el 95% i el 91% era de parla telugu. Les castes principals eren els kapus, kunbis, mutrasis, madigues, dhangars, mahars, bramans, sales, komatis i ausales.
Fins al 1905 estava dividit en diversos jagirs i cinc talukes:
- Nalgonda
- Suriapet
- Devalpalli
- Devarkonda
- Bhongir

El 1905 s'hi van afegir Cherial i Kodar, talukes transferides des del districte de Warangal. Kodar era una subtaluka elevada a taluka i de la que el nom fou canviat a Pochamcherla. Així va quedar amb tres subdivisions i set talukes:
- Subdivisió Primera (sota un talukdar de segfona classe)
  - Bhongir
  - Cherial
- Subdivisió Segona (sota un talukdar de tercera classe)
  - Devalpalli o Mirialguda
  - Devarkonda
- Subdivisió Tercera (sota un talukdar de tercera classe)
  - Nalgonda
  - Suriapet
- Pochamcherla (Kodar)

Un talukdar de primera classe exercia supervisió sota els altres talukdars a més de ser el cap de policia. Cada taluka estava sota un tahsildar. La taluka de Nalgonda tenia 2.264 km² i una població de 151.133 habitants, amb capital a Nalgonda (de 5.889 habitants el 1901) i 216 pobles (26 en jagir).
El districte amb tot el principat d'Hyderabad va passar a l'Índia per conquesta militar el 1948.

## Arqueologia
- Fortaleses de Nalgonda, Devarkonda, Orlakonda i Bhongir.
- Temples de Pangal, Nagalpad i Palalmari